# Brendan Smith (homme politique)
Brendan Smith (né le 1er juin 1956) est un homme politique irlandais du Fianna Fáil qui est président du groupe parlementaire du Fianna Fáil depuis mai 2016. Il est Teachta Dála (TD) pour la circonscription de Cavan-Monaghan depuis 1992. Il est président de la commission des affaires étrangères et du commerce de 2016 à 2020, ministre de la justice et de la réforme législative de janvier 2011 à mars 2011, ministre de l'agriculture, de la pêche et de l'alimentation de 2008 à 2011, ministre d'État chargé de l'enfance de 2007 à 2008 et ministre d'État au ministère de l'Agriculture, des Pêcheries et de l'Alimentation de 2004 à 2007.

## Jeunessee
Né à Cavan en 1956, Smith fait ses études à la Bawnboy National School, au St. Camillus College, à Killucan, dans le comté de Westmeath et à l'University College de Dublin, où il obtient un baccalauréat ès arts en politique et en économie. Pendant 15 ans, il travaille comme conseiller spécial de l'homme politique du Fianna Fáil et ancien Tánaiste, John Wilson.

## Carrière politique
Smith est élu pour la première fois au Dáil Éireann lors des élections générales de 1992 pour la circonscription de Cavan-Monaghan et est réélu à chaque élection ultérieure depuis. Au 28e Dáil, il est whip du gouvernement au sein de la commission mixte des affaires étrangères de l'Oireachtas. Lors d'un remaniement en 2004, Smith est nommé par Bertie Ahern ministre d'État au ministère de l'Agriculture, de la Pêche et de l'Alimentation, avec une responsabilité particulière pour l'alimentation et l'horticulture.
Après les élections générales de 2007, Smith devient ministre d'État chargé de l'Enfance. Le 7 mai 2008, il est nommé ministre de l'Agriculture, de la Pêche et de l'Alimentation dans le cabinet de Brian Cowen. En juillet 2010, Smith lance la stratégie Food Harvest 2020. Son objectif global est d'augmenter la valeur des exportations irlandaises de produits agroalimentaires et de pêche de 5 milliards d'euros pour atteindre 12 milliards d'euros d'ici 2020.
À la suite de la démission de Dermot Ahern du cabinet en janvier 2011, Smith est également nommé ministre de la Justice et de la Réforme du droit.
Il est l'un des 19 députés du Fianna Fáil réélus au 31e Dáil, à la suite des élections générales de 2011. Il est initialement nommé porte-parole du Fianna Fáil pour l'éducation et les compétences, d'avril 2011 à juillet 2012. En 2012, il est nommé porte-parole du parti pour les affaires étrangères et le commerce, ainsi que pour le développement des régions frontalières. Il occupe ce poste jusqu'aux élections générales de 2016.
Il est réélu dans la circonscription du Dáil pour Cavan Monaghan aux élections générales de 2016 avec son collègue du parti Niamh Smyth. En mai 2016, il est nommé président de la commission des affaires étrangères et du commerce. Le mois précédent, il a été nommé président du groupe parlementaire Fianna Fáil. En janvier 2019, il se présente pour l'investiture du Fianna Fáil aux élections européennes de 2019 dans la circonscription des Midlands Nord-Ouest. Il est désigné lors d'une convention des délégués du parti Fianna Fáil à Longford en mars 2019 mais ne remporte pas de siège aux élections suivantes. Aux élections générales de 2020, il est de nouveau réélu au Dáil.